# Lei Sheng
Lei Sheng (en chino: 雷聲; Tianjin, 7 de marzo de 1984) es un deportista chino que compite en esgrima, especialista en la modalidad de florete.
Participó en tres Juegos Olímpicos de Verano, obteniendo una medalla de oro en Londres 2012, en la prueba individual, el octavo lugar en Pekín 2008 (prueba individual) y el quinto en Río de Janeiro 2016 (equipos).
Ganó siete medallas en el Campeonato Mundial de Esgrima entre los años 2006 y 2015.

## Palmarés internacional
| Juegos Olímpicos   | Juegos Olímpicos        | Juegos Olímpicos  | Juegos Olímpicos    |
| Año                | Lugar                   | Medalla           | Prueba              |
| ------------------ | ----------------------- | ----------------- | ------------------- |
| 2012               | Londres (Reino Unido)   | Medalla de oro    | Florete individual  |
| Campeonato Mundial |                         |                   |                     |
| Año                | Lugar                   | Medalla           | Prueba              |
| 2006               | Turín (Italia)          | Medalla de bronce | Florete individual  |
| 2007               | San Petersburgo (Rusia) | Medalla de bronce | Florete individual  |
| 2010               | París (Francia)         | Medalla de oro    | Florete por equipos |
| 2010               | París (Francia)         | Medalla de plata  | Florete individual  |
| 2011               | Catania (Italia)        | Medalla de oro    | Florete por equipos |
| 2014               | Kazán (Rusia)           | Medalla de plata  | Florete por equipos |
| 2015               | Moscú (Rusia)           | Medalla de bronce | Florete por equipos |